# ZT's Blues
ZT's Blues est un album de soul jazz enregistré en septembre 1961 par le saxophoniste et le guitariste américains Stanley Turrentine et Grant Green.
Sur cet album, Stanley Turrentine et Grant Green sont secondés par le pianiste Tommy Flanagan et par une section rythmique composée de Paul Chambers à la contrebasse et Art Taylor à la batterie,,.
L'album tire son nom du premier morceau, Z.T.'s Blues, composé par le frère aîné de Stanley, Tommy Turrentine : ce titre  évoque peut-être le 12e président des États-Unis Zachary Taylor.

## Historique

### Contexte
Le saxophoniste de soul jazz Stanley Turrentine et le guitariste Grant Green, qui contribuèrent tous deux grandement au succès du label Blue Note Records dans les années 1960, n'avaient pas beaucoup d'occasions de jouer ensemble. Turrentine travaillait avec sa femme Shirley Scott dans un trio qui passait beaucoup de temps sur la route, alors que Grant Green fit quelques tournées avec Jack McDuff et Lou Donaldson mais est surtout resté à New York.
Ils n'ont enregistré que quatre fois ensemble.
Le premier de ces enregistrements, Up at Minton's, a été réalisé au club de jazz Minton's Playhouse le 23 février 1961 et publié à l'époque sous la forme de deux albums LP : Up at Minton's, Volume 1 et Up at Minton's, Volume 2.
Le deuxième, ZT's Blues, a été enregistré le 13 septembre 1961 mais il ne sort qu'en 1985.
Le troisième enregistrement fait en commun par Turrentine et Green date du 16 décembre 1964, lorsque les deux musiciens ont collaboré à trois morceaux du LP I'm Trying to Get Home de l'ensemble du trompettiste Donald Byrd.
Enfin, le 11 juillet 1966, ils collaborent pour la dernière fois pour l'enregistrement du LP Rough 'N' Tumble de l'octuor de Turrentine.

### Enregistrement et production

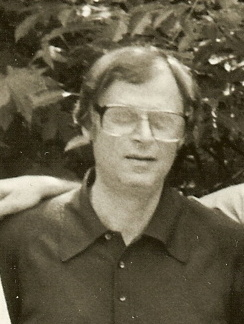
Rudy Van Gelder.

L'album ZT's Blues est produit par Alfred Lion, fondateur du légendaire label jazz Blue Note, et enregistré le 13 septembre 1961 par Rudy Van Gelder dans le Van Gelder Recording Studio à Englewood Cliffs dans le New Jersey,,,.
Rudy Van Gelder était un ingénieur du son spécialisé dans le jazz, considéré comme l'un des meilleurs ingénieurs de l'histoire de l'enregistrement, dont on estime qu'il a enregistré et mixé plus de 2 000 albums. Son studio connu durant les années 1950 sous le nom de « Van Gelder Studio, Hackensack, New Jersey » était en fait le living room de ses parents. Ce n'est qu'en 1959 qu'il ouvrira son vrai studio, connu sous le nom de « Van Gelder Studio, Englewood Cliffs, New Jersey ».
L'album ZT's Blues date de 1961 et a donc été enregistré non plus dans le salon des parents de Rudy Van Gelder mais dans le studio ouvert par Van Gelder en 1959.

### Publication
Bien qu'enregistré en 1961, l'album ne sort cependant qu'en 1985 : il est publié en disque vinyle long play (LP) sur le label Blue Note Records sous la référence BST 84424,,.
La notice originale du LP (original liner notes) est de la main de Bob Porter, producteur de disques, écrivain et présentateur radio.
La photographie qui orne la pochette montre Stanley Turrentine au saxophone : elle est l'œuvre de Chuck Stewart, un photographe actif dans le monde du jazz depuis le début des années 1950.

### Rééditions
À partir de 1988, ZT's Blues est publié en CD à plusieurs reprises sur le label Blue Note,.
Par ailleurs, le CD Stanley Turrentine - Grant Green Quintet - Complete recordings, paru en 2017 chez Groove Hut Records, regroupe les albums ZT's Blues, Up at Minton's, Vol. 1 et Up at Minton's, Vol. 2.

## Accueil critique
Le site AllMusic attribue 4½ étoiles à l'album ZT's Blues. Le critique musical Michael Erlewine d'AllMusic souligne que « Green et Turrentine ont fait peu d'albums ensemble, mais la combinaison est naturelle -- les deux plus grands maîtres du groove, sans exception. ». Pour Erlewine « Flanagan apparaît rarement dans ce type de formation et son jeu est de très bon goût », et il conclut « Si vous pouvez trouver une copie de ceci, c'est un disque à conserver précieusement ».
Pour le producteur de disques, écrivain et présentateur radio Bob Porter, auteur de la notice originale du LP (original liner notes), « Stanley Turrentine et Grant Green n'ont pas beaucoup joué ensemble mais, quand ils l'ont fait, les résultats étaient inévitablement gratifiants ». Porter estime que « ce que vous entendez, c'est du jazz swinguant joué par cinq grands musiciens sans la moindre trace de faux-semblant ou d'artifice ». En particulier, il souligne que « More Than You Know est la seule ballade de l'album mais elle en vaut à elle seule le prix. Bien que Stanley ait été reconnu comme un maître saxophoniste, on le reconnaît rarement à sa juste valeur en tant que joueur de ballade. Celle-ci est une de ses meilleures ».
Kenny Mathieson, auteur de Cookin': Hard Bop and Soul Jazz 1954-65, estime que ZT's Blues est un des albums les plus forts de Stanley Turrentine.

## Liste des morceaux
Rappelons que, comme il a été dit plus haut, l'album tire son nom du premier morceau, Z.T.'s Blues, composé par le frère aîné de Stanley, Tommy Turrentine : ce titre  évoque peut-être le 12e président des États-Unis Zachary Taylor.
| 1.    | Z.T.'s Blues             | Tommy Turrentine                                              | 6:40 |
| 2.    | More Than You Know       | Edward Eliscu / Billy Rose / Vincent Youmans                  | 6:05 |
| 3.    | The Lamp Is Low          | Peter DeRose / Mitchell Parish / Maurice Ravel / Bert Shefter | 6:04 |
| 4.    | The Way You Look Tonight | Dorothy Fields / Jerome Kern                                  | 5:41 |
| 5.    | For Heaven's Sake        | Elise Bretton / Donald Meyer / Sherman Edwards & Donald Meyer | 4:42 |
| 6.    | I Wish I Knew            | Mack Gordon / Harry Warren                                    | 5:31 |
| 7.    | Be My Love               | Nicholas Brodszky / Sammy Cahn                                | 5:13 |
| 39:56 |                          |                                                               |      |

## Musiciens
- Stanley Turrentine : saxophone alto
- Grant Green : guitare
- Tommy Flanagan : piano
- Paul Chambers : contrebasse
- Art Taylor : batterie